# Theresa Tam
Theresa Tam (譚 咏詩), née en 1965, est une médecin qui occupe le poste d'administratrice en chef de l'Agence de la santé publique du Canada (ASPC).

## Biographie

### Éducation
Theresa Tam naît à Hong Kong en 1965 et grandit au Royaume-Uni. Elle obtient son diplôme de médecine à l'Université de Nottingham, au Royaume-Uni. Elle fait sa résidence en pédiatrie à l'Université de l'Alberta et obtient une bourse de recherche scientifique en maladies infectieuses pédiatriques à l’Université de la Colombie-Britannique. Elle est diplômée du Programme canadien d’épidémiologie de terrain et associée du Collège royal des médecins et chirurgiens du Canada. Elle est l'auteure de plus de 55 publications scientifiques sur la santé publique.  

### Carrière
Theresa Tam est une médecin spécialisée en immunisation, en maladies infectieuses, en préparation aux situations d’urgence et en initiatives de sécurité sanitaire mondiales. Elle est membre du Collège royal des médecins et chirurgiens du Canada depuis 1996. Elle a occupé divers postes de direction à l'Agence de la santé publique du Canada, dont celui de sous-ministre adjointe à la direction générale de la prévention et du contrôle des maladies infectieuses. Le 26 juin 2017, Jane Philpott, la ministre canadienne de la Santé, annonce la nomination officielle de Theresa Tam comme administratrice en chef de l'Agence de la santé publique du Canada (ASPC) à la suite du départ à la retraite de Gregory Taylor en décembre 2016. Le poste d'administratrice en chef de l'Agence de la santé publique du Canada est créé en 2004, après la crise du syndrome respiratoire aigu sévère (SRAS), dans le but d'assurer une réponse gouvernementale rapide en cas d'épidémies,. Dre Tam joue un rôle important dans la réponse du Canada aux urgences de santé publique, notamment lors de la crise du SRAS en 2003 (où elle exerce les fonctions de chef de la division de l'immunisation et des infections respiratoires de Santé Canada), de la pandémie de grippe H1N1 en 2009, du virus Ebola et de la pandémie de Covid-19. 
En tant que coprésidente du Comité consultatif spécial sur l’épidémie de surdoses d’opioïdes, elle déclare que les surdoses d’opioïdes représentent un des plus grands défis de santé publique des dernières décennies. De janvier 2016 à juin 2019, 13 913 décès y sont liés au Canada.
En 2020, elle coordonne les efforts du gouvernement du Canada pendant la pandémie de Covid-19 au Canada,. 
Dans le cadre d'une campagne publicitaire diffusée par le gouvernement du Canada en mars 2020, Theresa Tam apparaît dans une série de publicités diffusées sur toutes les stations de radio et de télévision canadiennes exhortant la population à respecter une bonne hygiène personnelle et les recommandations de distanciation sociale afin de freiner la propagation de la Covid-19,. Elle est aussi membre du Groupe de travail sur l'immunité face à la Covid-19,. À la mi-décembre 2020, elle exprime sa satisfaction qu'un vaccin contre la Covid-19 soit rapidement mis au point. En effet, en échangeant avec des membres de La Presse canadienne, elle « s'est dite émerveillée que le monde ait pu développer, tester, produire, distribuer et administrer un vaccin moins d'un an plus tard ». Au début de la pandémie, beaucoup d'experts ont prédit que la mise au point d'un tel vaccin prendrait de 12 à 18 mois.
À la fin juin 2021, elle prévient les Canadiens contre les dangers du variant Delta alors que les provinces assouplissent les conditions sanitaires pour l'été à venir. Dans la foulée, elle ajoute : « Nous avons besoin de vacciner plus que 75 % de la population pour faire face à ce variant. La deuxième dose est très importante contre Delta. » À la fin juillet 2021, elle anticipe une hausse marquée du nombre quotidien de personnes infectées par le variant Delta de la Covid-19, allant jusqu'à prédire 10 000 nouveaux cas par jour en septembre 2021 si le taux de double vaccination de la population canadienne n'atteint pas 80 %. Elle affirme qu'il serait possible de limiter la hausse du nombre d'infections si le taux de double vaccination des personnes âgées entre 18 et 39 ans augmentait significativement. « Nous avons toujours des centaines de milliers de personnes qui ne sont pas vaccinées, ce qui peut amener à un grand potentiel d’éclosions majeures et d’escalade de la situation pandémique elle-même. »
Au début d'août 2021, des rumeurs d'élection au Canada circulent. Cependant, les rassemblements de personnes sont déconseillés à cause de la quatrième vague de Covid-19 au pays. Theresa Tam affirme qu'il est possible de voter de façon sécuritaire, même si cette vague venait à frapper de façon significative le pays. À la mi-août 2021, « plus de 5,7 millions de [Canadiens] de plus de 12 ans » ne sont pas vaccinées ou ont reporté la vaccination. Craignant un débordement dans les hôpitaux, elle évoque la possibilité d'obliger une vaccination complète contre la Covid-19 « pour les employés fédéraux et ceux qui travaillent dans les secteurs sous réglementation fédérale (compagnies aériennes, banques, radiodiffusion et chemins de fer, entre autres) ».